# Jan van Burg
Jan Adolphe Cornelis van Burg (Waarde, 13 april 1924 – Tiel, 29 januari 2010) was een Nederlands politicus van de PvdA.
Zijn vader, J.C. van Burg (1889-1972), was gemeentesecretaris en vanaf 1933 burgemeester van de Zeeuwse gemeente Waarde. Van 1946 tot 1950 heeft Jan van Burg aan de Rijksuniversiteit Leiden gestudeerd; eerst indologie en later ook sociologie en in dat laatste is hij afgestudeerd. Hij ging daarna als socioloog werken bij de Stichting Opbouw Drenthe. Later werd Van Burg hoofd van de sociale afdeling van de Stichting tot Ontwikkeling van Komgrondgebieden in Tiel voor hij in 1957 benoemd werd tot burgemeester van de toenmalige Groningse gemeente Oude Pekela. In 1973 volgde zijn benoeming tot burgemeester van Purmerend wat hij bleef tot 1988 toen hij vervroegd met pensioen ging. Daarna ging hij wonen in Deil en in 2001 promoveerde de intussen 77-jarige Van Burg in Wageningen op een proefschrift met de titel 'Westerse cultuur uit balans : naar een nieuw evenwicht in de 21e eeuw'.
Begin 2010 overleed hij in het ziekenhuis van Tiel. Het Van Burgplein in Purmerend is naar hem vernoemd. 